# Sal de Friedel
La Sal de Friedel es un mineral de intercambio iónico perteneciente a la familia de los hidróxidos doble laminares. Tiene afinidad por iones como el cloruro o yoduro, y es capaz de retenerlos hasta cierto punto en su estructura cristalográfica.

## Composición
La fórmula general de la sal de Friedel es la siguiente:
Ca2Al(OH)6(Cl, OH) · 2 H2O.
En la notación química del cemento, teniendo en cuenta que 
2 OH– ↔ O2– + H2O,
y duplicando toda la estequiometría, también se puede escribir de la siguiente manera:
3CaO·Al2O3·CaCl2 · 10 H2O
La sal de Friedel también se puede considerar como una fase AFm en la que los iones cloruro han sustituido a los iones de sulfato. Se forma en los cementos inicialmente ricos en aluminato tri-cálcico (C3A).
2 Cl- + 3CaO·Al2O3·CaSO4 · 10 H2O   →   3CaO·Al2O3·CaCl2 · 10 H2O + SO42-
Desempeña un papel crucial en la retención de aniones cloruro en cemento y hormigón. Sin embargo, la sal de Friedel sigue siendo una fase poco conocida en el sistema CaO-Al2O3-CaCl2-H2O, y es crítica para la estabilidad de lechadas de cemento portland saturadas de sal.

## Descubrimiento
Hoy en día, el descubrimiento de la sal de Friedel es relativamente difícil de rastrear en la literatura reciente, simplemente porque es un hallazgo antiguo de un producto poco conocido y no natural. Ha sido sintetizado e identificado en 1897 por Georges Friedel, mineralogista y cristalógrafo, hijo del famoso químico francés Charles Friedel. Georges Friedel también sintetizó el aluminato de calcio (1903) en el marco de su trabajo sobre la teoría de maclas (cristales dobles). Este punto requiere mayor verificación.[cita requerida]

## Formación
- Relación con el aluminato tri-cálcico.
- Incorporación de cloruro.
- Soluciones sólidas.

## Rol en el cemento
- Importancia para el transporte reactivo de cloro en el cemento en relación con la corrosión de la armadura de acero.

## Adquiridor de aniones
- Atrapa aniones tóxicos en el cemento como: e.g., 129I-, SeO32-, SeO42-